# 泗门谢氏始祖祠堂
30°10′18″N 121°3′14″E / 30.17167°N 121.05389°E
泗门谢氏始祖祠堂是浙江省余姚市境内一处古建筑，位于泗门镇境内，2011年1月7日被纳入第六批浙江省文物保护单位。
泗门谢氏始祖祠堂于明正德年间由余姚籍状元谢迁倡议建造，目前建筑为清代所建。建筑由门楼、前厅、中厅、后楼、积谷仓组成，为姚北地区祠堂建筑的代表。